# Alchemilla villosa
Alchemilla villosa é uma espécie de rosácea do gênero Alchemilla, pertencente à família Rosaceae.